# MC Špína
MC Špína, vlastním jménem Milan Kocmánek, (1957 Karlovy Vary – 10. října[zdroj⁠?!] 2021 Praha) byl český MC, který doprovázel mluveným a zpívaným slovem různé české soundsystémy hrající techno, reggae a další. Zpíval anglicky, ale třeba i svahilsky. MC Špína byl středního vzrůstu, nosil charakteristické dlouhé vousy. V 80. letech 20. století po problémech s tehdejším režimem a po dvouletém ukrývání v jedné z beskydských jeskyň, kde byl nakonec prozrazen, mu komunistický režim dal v rámci akce Asanace k výběru dvě možnosti – buď emigruje, nebo půjde do vězení. MC Špína se rozhodl pro první možnost a emigroval s rodinou do USA. Usadil se v San Francisku, kde se živil jako řidič kamionů.
Hned po pádu komunistického režimu se vrátil zpět do tehdejšího Československa, kde pobýval zejména v Praze. V 90. letech se v Česku začala rozvíjet česká undergroundová techno a dnb scéna, v které se brzy uchytil jako MC mnoha soundsystémů a stal se legendární postavou nejen každé party včetně Czechtekků, ale celé české underground scény. Vedle MCingu se věnoval i big beatu.
MC Špína žil v posledních letech svého života jako bezdomovec a pohyboval se zejména na Žižkově. Na samém sklonku života se objevoval například U vystřelenýho oka nebo u večerky v Bořivojově ulici.
Zemřel 10. října[nenalezeno v uvedeném zdroji] 2021 přirozenou smrtí.